# Albano Beirão
Albano de Jesus Beirão (Aveloso, 1 de Agosto de 1884 – Sé (Guarda), 2 de Agosto de 1976), o famoso e mítico "Homem-Macaco".

## Infância e juventude
Nasceu na aldeia de Aveloso, concelho da Mêda, distrito da Guarda, em 1884, filho de António Beirão (natural das Asturias) e de Felícia de Jesus (natural de Aveloso). A partir dos 7 anos de idade começou a ser vítima de uns estranhos ataques que o transfiguravam por completo, que nunca chegaram a ser devidamente diagnosticados ou explicados, e que lhe conferiam poderes sobrenaturais. Deixava de conhecer as pessoas, ficava com uma força descomunal e com uma extrema agilidade, perdia peso e dava saltos enormes, inconcebíveis, trepava pelas paredes, rebolava-se pelo solo, corria e uivava como um lobo ou um cão, percorrendo as estreitas ruas da aldeia, de dia ou de noite, estarrecendo os moradores. Deixou de frequentar a escola porque colegas e professor lhe tinham verdadeiro horror.
Os ataques passaram a ser frequentes e os habitantes, embora com receio, acabaram por se acostumar ao "Albaninho" ou "Albano do Mal", como lhe chamavam. Diziam que o jovem era possuído por um "espírito ruim" que o deixava naquele estado. À soleira das portas, colocavam-lhe bacias cheias de água que Albano sorvia sofregamente em quantidades imensas. Contam-se muitas histórias acerca das suas proezas. Costumava subir ao pelourinho da aldeia de cabeça para baixo e as pernas para cima e chegando ao topo da coluna fazia o pino sobre a cabeça. Andava de roupa interior, mas apesar das suas correrias violentas nunca rompeu a roupa. Metia-se nas tocas das raposas e expulsava-as de lá mais as suas crias; dava coices às mulas; trepava aos moinhos e por lá andava a brincar; ou então, à cabeçada, deitava abaixo portões de ferro.

## Vida adulta e morte
Albano de Jesus cresceu e chamou as atenções onde quer que fosse. Era o terror da baixa de Lisboa (onde foi alcunhado de "Homem-Macaco"), dos comerciantes do Porto (onde facilmente trepou a torre dos Clérigos), das feiras aonde ia e onde afugentava multidões. Foi internado no Hospital Conde de Ferreira, no Porto, e no Hospital de Rilhafoles (actual Miguel Bombarda) em Lisboa. A ficha do seu internamento em 1904 em Rilhafoles refere: «Ataques muito repetidos e muito violentos, vindo sempre com a mesma forma: perda de sentidos que dura um minuto e depois movimentos violentos, correrias, saltos, acompanhados de gritos e urros. No quarto, onde só observei os ataques, os saltos e as corridas dão-se da grade da janela para a porta, com uma grande agilidade e rapidez. O doente agarra-se às grades, lá no alto, e depois atira-se lá do alto para o chão, caindo a quatro patas como um gato para correr à outra grade. No fim do ataque as coisas acabam e só dá gritos pequenos e levanta-se. Salvo quando se pendura às grades, não se vê senão a quatro patas, estando em regra os dedos das mãos flectidos nas articulações extremas e é assim que em regra a mão pousa. Outras vezes a flexão é menos e as polpas apontam. As mãos não são utilizadas para nada. Muitas vezes o doente remove coisas que estão diante de si mas sem o emprego das mãos. Durante estes movimentos gritos que chegam a apavorar.» Foi então diagnosticado como histero-epiléptico com manifestações de licantropia.
As autoridades não sabiam o que lhe fazer, pois não era criminoso nem louco, e acabaram por deportá-lo para Angola numa tentativa de lhe dar sumiço. Conta-se que durante a viagem foi atirado borda fora, e que Albano passou debaixo do casco do navio, nadando debaixo da água até à costa. Esteve na África durante dois anos, onde aterrorizou nativos e lutou com leões sem nunca se ferir.
De volta a Portugal, foi nomeada uma comissão científica de três médicos que estudou o seu extraordinário caso. Os médicos levaram Albano Beirão para vários centros universitários europeus, na Itália, Inglaterra, Alemanha, Rússia, Espanha, Bélgica e Suíça. Aparentemente, a sua perturbação nunca foi diagnosticada com clareza. A partir de 1932, os ataques desapareceram tão misteriosamente como surgiram. Segundo a sua advogada, Silvina de Almeida, referindo pessoas da aldeia, isso teria acontecido depois de ter sido ferido com uma facada, durante uma rixa.
Segundo os testemunhos, Albano Beirão teve mulher e duas filhas. Uma das filhas morreu internada num asilo em Lisboa e a mulher acabaria por abandoná-lo levando a outra filha consigo. Os seus conhecidos e familiares referem que no seu estado normal Beirão era um homem pacífico e caridoso.
Albano Beirão morreu no Hospital da Guarda, um dia depois do seu 92.º aniversário. Sensacional em vida, também o foi depois de morto. O seu enterro suscitou espanto na aldeia, pois do caixão (que nunca foi aberto) escorria sangue. Alguém disse que o cadáver não estava inteiro, pois Albano "teria vendido a sua cabeça aos alemães" para estudo post-mortem.